# محوطه خرابه
محوطه خرابه مربوط به دوره اشکانیان - دوره ساسانیان است و در شهرستان کوثر، بخش فیروز، دهستان زرج آباد، روستای بورستان واقع شده و این اثر در تاریخ ۲۶ اسفند ۱۳۸۷ با شماره ۲۵۸۲۸ به‌عنوان یکی از آثار ملی ایران به ثبت رسیده است.